# Wilhelm Stiernstedt
Lars Wilhelm Thesleff Stiernstedt, född 28 juni 1946, är en svensk friherre, civilekonom och kammarherre.

## Biografi
Stiernstedt är utbildad civilekonom och har avlagt MBA-examen. Han är kammarherre (numera icke tjänstgörande) åt kung Carl XVI Gustaf. Stiernstedt är ordförande för Bernadotte-Musei Vänner.

## Familj
Wilhelm Stiernstedt tillhör den friherrliga ätten Stiernstedt nr 145. Han är son till direktören friherre Lars Th. Stiernstedt och Ebba von Bahr samt sonson respektive brorson till riksdagsmännen och friherrarna Johan Stjernstedt och Lennart Stiernstedt. Stiernstedt gifte sig den 5 augusti 1972 med Annika Jonasson. De har en dotter och två söner. Stiernstedt är tillsammans med sin maka bosatt i Paris.

## Utmärkelser
- Konung Carl XVI Gustafs jubileumsminnestecken III, 30 april 2016.[1]
- Hans Majestät Konungens medalj av 8:e storleken i Serafimerordens band, 28 januari 2020, ”för förtjänstfulla insatser vid Ceremonistaten.”[4]
- Riddare av Johanniterorden i Sverige.[1]
- Riddare av franska Nationalförstjänstorden.[1]